# Itatiaiuçu
Itatiaiuçu este un oraș în Minas Gerais (MG), Brazilia.